# Stipa richteriana
Stipa richteriana är en gräsart som beskrevs av Grigorij Silych Karelin och Ivan Petrovich Kirilov. Stipa richteriana ingår i släktet fjädergrässläktet, och familjen gräs. Inga underarter finns listade i Catalogue of Life.